# Spinotarsus pretoriae
Spinotarsus pretoriae är en mångfotingart som först beskrevs av Pocock 1892.  Spinotarsus pretoriae ingår i släktet Spinotarsus och familjen Odontopygidae. Inga underarter finns listade i Catalogue of Life.